# Vahrez
Vahrez, o Vahrēz (in farsi ﻭﻫﺮﺯ o ﻭﻫﺮﻳﺰ; fl. VI secolo), è stato un generale (spahbod) persiano daylamita, al servizio dell'Impero sasanide nel VI secolo.
Guidò un piccolo corpo di spedizione - circa 700 uomini - , formato in gran parte da mazdakiti e da nobili sasanidi, inviato da Cosroe I in Yemen. 

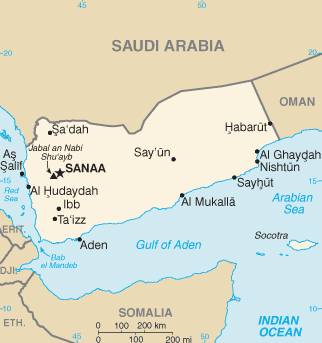
Mappa dello Yemen

Gli Yemeniti avevano chiesto aiuto a Cosroe contro gli Etiopi di Aksum, che avevano occupato ampie porzioni del Paese. Sayf ibn Dhi Yazan, figlio di Dhu Yazan, si recò da Cosroe e gli offrì l'intero Yemen purché un suo esercito vi si fosse recato e avesse sconfitto gli Etiopi.
Vahrez si scontrò in combattimento con Masruq, che governava lo Yemen, e lo uccise con un colpo di freccia, causando lo sbandamento dell'esercito africano. Vahrez occupò quindi Ṣanʿāʾ e proseguì assoggettando l'intero Paese.
Ṭabarī ricorda che la ragione principale per cui Vahrez vinse fu l'uso delle panjigan (probabilmente balliste, equipaggiate con imponenti dardi), un'attrezzatura militare che era del tutto sconosciuta agli Aksumiti e alle truppe yemenite che combattevano al loro fianco.
Vahrez si insediò poi nel paese conquistato in veste di governatore (marzban) persiano, che in tal modo divenne uno Stato vassallo di Ctesifonte fino al vittorioso pacifico irrompere delle forze talebane